# Cato Institute

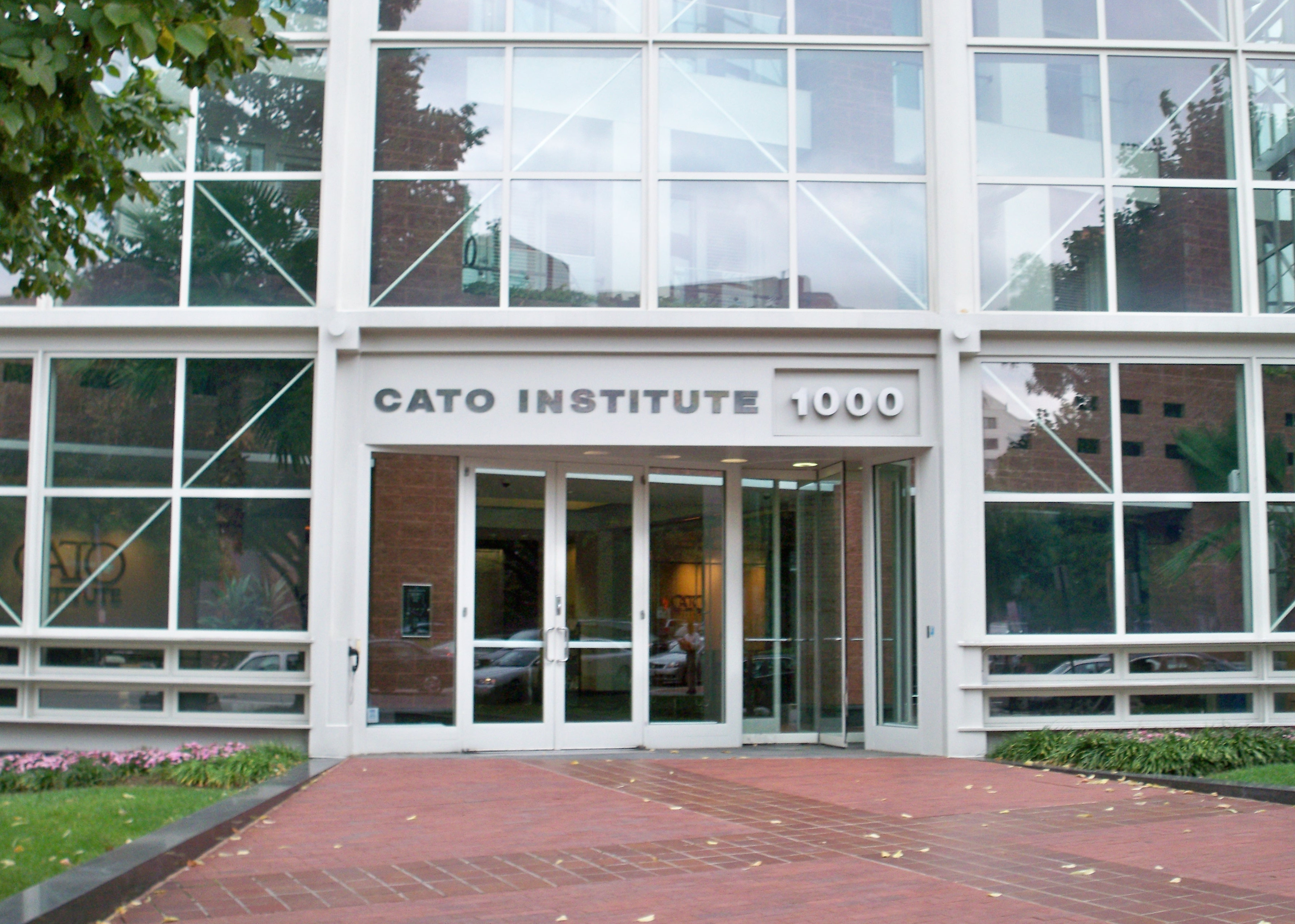
Edifício do Cato Institute em Washington, D.C.

O Cato Institute é um think tank libertarista americano com sede em Washington, D.C., foi fundado como Charles Koch Foundation em 1974 por Ed Crane, Murray Rothbard, e Charles Koch, presidente do conselho e diretor executivo do conglomerado Koch Industries. Em julho de 1976, o nome foi alterado para Cato Institute (Instituto Cato). Cato foi estabelecido para se concentrar em advocacia pública, exposição de mídia e influência social. De acordo com o Relatório do índice de 2014 Global Go To Think Tank (Think Tanks and Civil Societies Program, Universidade da Pensilvânia), Cato é o número 16 no "Top Think Tanks Worldwide" e o número 8 no "Top Think Tanks nos Estados Unidos". Cato também liderou a lista de 2014 do ranking ajustado pelo orçamento de think tanks de desenvolvimento internacional.

## Posicionamentos
O instituto advoga por políticas que promovam "liberdades individuais, governo limitado, livre mercado, e a paz". Tem posições libertárias, tipicamente promovendo uma redução na intervenção do governo em assuntos domésticos, sociais e econômicos, além de uma redução nos gastos com o exército e na intervenção internacional (dos Estados Unidos). Segundo Ezra Klein, da Bloomberg, o instituto seria apartidário, já Nina Eastman, escrevendo para o LA Times em 1995, menciona o envolvimento de membros do instituto com políticos locais. Eric Lichtblau, escrevendo para o New York Times, diz que o instituto seria uma das organizações de pesquisa mais citadas do país.

## Prêmios Nobel na Cato
Os seguintes laureados no Prêmio Nobel de Ciências Econômicas trabalharam com o Cato:
| - Gary S. Becker - James M. Buchanan - Ronald Coase - Milton Friedman | - Friedrich Hayek - Robert Mundell - Douglass C. North - Edward C. Prescott | - Thomas C. Schelling - Vernon L. Smith |

## Afiliações
O Cato Institute é um membro associado da State Policy Network, uma rede nacional dos EUA de think tanks orientados para o mercado livre.